# هوفا (فلم)
هوفا هو فيلم أمريكي صدر عام 1992 من إخراج داني ديفيتو.

## ملخص
قصة الزعيم النقابي جيمي هوفا وارتباطاته بالمافيا والسلطة، إلى أن تم اغتياله.

## الورقة الفنية
- العنوان الأصلي والفرنسي : هوفا
- تحقيق : داني ديفيتو
- سيناريو : ديفيد ماميت
- موسيقى : ديفيد نيومان
- التصوير الفوتوغرافي : ستيفن هـ. بوروم
- حَشد : لينزي كلينجمان ورونالد روز
- توزيع الأدوار : ديفيد روبين  [لغات أخرى]‏ Debra Zane[الإنجليزية]
- ديكورات : Ida Random[الإنجليزية]
- مصمم الديكور : برايان سافيغار
- التوجيه الفني : غاري ويسنر
- الأزياء : ديبورا لين سكوت
- المنتجون :كالديكوت تشوب، داني ديفيتو، إدوارد ر. رجل الصحافة
  - المنتج التنفيذي :جوزيف إيسجرو
- شركة إنتاج : Canal+ ، Jersey Films ، شركة Twentieth Century-Fox Film Corporation
- شركة توزيع :شركة توينتيث سينتشري فوكس للأفلام
- بلد الإنتاج :  الولايات المتحدة
- اللغات الأصلية : الإنجليزية ، الإيطالية
- شكل : 35 ملم و 70 ملم ( تضخم )
- ميزانية : 35 مليون دولار [3]
- جنس : دراما سيرة ذاتية
- تاريخ الافراج عنه :
  - الولايات المتحدة :25 décembre 1992
  - فرنسا :10 مارس 1993
- التصنيف:[4]
  - الولايات المتحدة : R - مقيد
  - فرنسا : جميع الجماهير